# یواس‌اس بوفالو (۱۸۹۳)
یواس‌اس بوفالو (۱۸۹۳) (به انگلیسی: USS Buffalo (1893)) یک کشتی بود که طول آن ۴۰۶ فوت ۱ اینچ (۱۲۳٫۷۷ متر) بود. این کشتی در سال ۱۸۹۲ ساخته شد.